# 市川壽紅
市川 壽紅（いちかわ じゅこう、本名：堀越 治代、ほりこし はるよ、1949年 - ）は、日本の日本舞踊家、振付師。日本舞踊市川流の総代。十一代目市川團十郎の長女。十二代目市川團十郎の妹。東京都出身。女子美術大学付属高校卒業。日本舞踊協会会員。

## 来歴
- 1949年（昭和24年）、十一代目市川團十郎の長女として、東京で生まれる[2]。
- 1981年（昭和54年）、「二代目市川紅梅』を襲名。市川流宗家となった兄・十二代目團十郎が役者として多忙だった為、市川流の総代として活動する[3][4][注釈 1]。
- 2019年（令和元年）8月、舞踊名を「市川壽紅」に改名披露[3][2]。

## 主な振付作品
- 『新歌舞伎十八番』
- オペラ『鳴神／俊寛』
- 市川海老蔵特別公演『源氏物語』
- 舞台『長崎ぶらぶら節』（2001年）
- 新かぐや姫伝説 世界劇『眠り王』

## 参考資料
- 『かぶき手帖 2003年版』｜編集・発行：社団法人伝統歌舞伎保存会・松竹株式会社・社団法人日本俳優協会 の3団体｜2003年1月1日 第1刷発行｜ISBN 9784827530049｜全304頁の内【p.268 振付家｜市川紅梅｜いちかわ・こうばい】
- 『かぶき手帖 2020年版』｜編集・発行：公益社団法人日本俳優協会・松竹株式会社・一般社団法人伝統歌舞伎保存会 の3団体｜2020年5月1日 第1刷発行｜ISBN 978-4-902675-16-0｜全352頁の内【p.315 振付家｜市川壽紅｜いちかわ じゅこう】